# روح نغمات

جلد انگلیسی کتاب روح نغمات

روح نغمات: هنر یگانه استاد الهی کتابی است به قلم ژان دورینگ دربارهٔ سبک موسیقی نورعلی الهی. ژان دورینگ، خواننده را با موسیقی نورعلی الهی، ظرایف موسیقی تنبور، زیباشناسی تنبور، شیوه نورعلی الهی در موسیقی، تأثیرات خرد و کلان او بر موسیقی، الحان و نغمات تنبور، سیر تحول موسیقی تنبور و ... آشنا می‌کند.
ویرایش فرانسوی این کتاب اولین بار تحت عنوان L'ame des Sons در سال ۲۰۰۱ توسط انتشارات Le Relie منتشر گردید. این کتاب در سال ۱۳۸۲ توسط سودابه فضائلی با نام «روح نغمات: موسیقی استاد الهی» به فارسی برگردانده شده‌است. همچنین این کتاب در سال ۲۰۰۳ توسط انتشارات Cornwall Books تحت عنوان The Spirit of Sounds: The Unique Art of Ostad Elahi به انگلیسی منتشر شده‌است.

## درباره نویسنده
پروفسور ژان دورینگ، موسیقیدان و خاورشناس، مدیر بخش تحقیقات در مرکز ملی در پاریس است که سالیان متمادی از عمر خود را صرف تحقیق و شناخت فرهنگ و موسیقی ملل شرق، بخصوص ایران، آسیای میانه، افغانستان، آذربایجان و ... کرده‌است. دورینگ در این زمینه کتاب‌ها و مقالات متعدد به طبع رسانده، که در میان آن‌ها کتاب‌های «موسیقی و عرفان» و «ردیف سازی موسیقی سنتی ایران» در ایران به چاپ رسیده است.